# Wemaers-Cappel
Wemaers-Cappel település Franciaországban, Nord megyében. Lakosainak száma 229 fő (2022. január 1.). Wemaers-Cappel Zermezeele, Zuytpeene, Arnèke, Cassel, Hardifort és Ochtezeele községekkel határos.

## Népesség
A település népessége az elmúlt években az alábbi módon változott:
| Lakosok száma | 251  | 252  | 256  | 252  | 249  | 254  | 246  | 237  | 229  |
|               | 2013 | 2015 | 2016 | 2017 | 2018 | 2019 | 2020 | 2021 | 2022 |